# Каргасок
Каргасо́к (в переводе с южноселькупского — «Медвежий Мыс») — село (до 1992 — посёлок городского типа) в Томской области, административный центр Каргасокского района и Каргасокского сельского поселения.

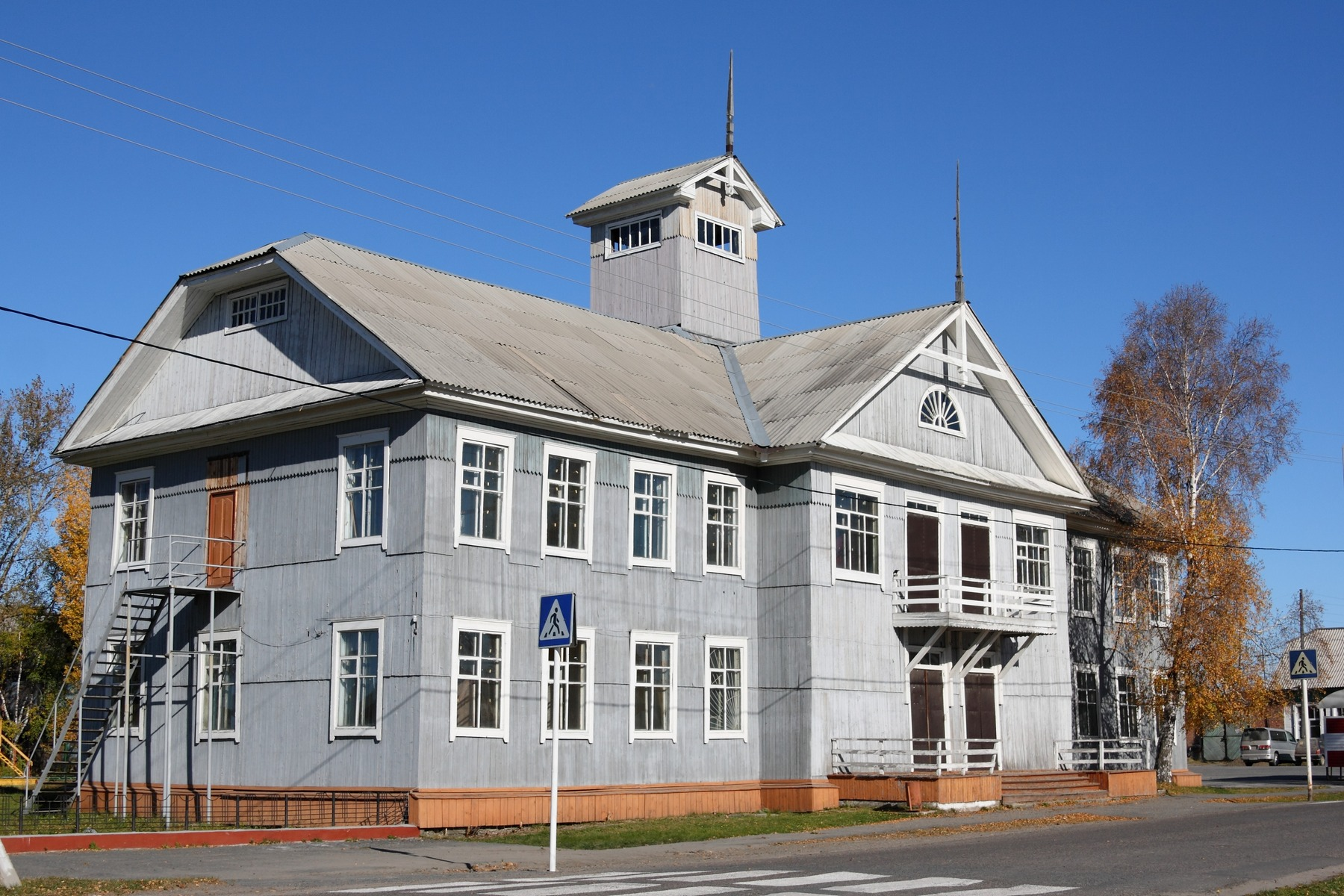
Бывшее здание Дома культуры (снесено)

## География
Каргасок расположен на левом берегу реки Обь, в 460 км от Томска.
Климат в селе Каргасок умеренно-холодный. Значительное количество осадков в течение года, даже в сухие месяцы. По классификации климатов Кёппена — влажный континентальный климат с тёплым летом (индекс Dfb). Средняя годовая температура составляет −1.7 °C, среднегодовая норма осадков — 502 мм.
| Показатель | Янв.  | Фев.  | Март  | Апр.  | Май   | Июнь | Июль | Авг. | Сен. | Окт. | Нояб. | Дек.  | Год   |
| --- | ----- | ----- | ----- | ----- | ----- | ---- | ---- | ---- | ---- | ---- | ----- | ----- | ----- |
| Абсолютный максимум, °C | 1,4   | 4,9   | 13,3  | 25,4  | 33,3  | 33,5 | 35,3 | 31,2 | 29,5 | 20,9 | 8,2   | 5,0   | 35,3  |
| Средний суточный максимум, °C | −16,1 | −14,3 | −4,4  | 4,1   | 12,9  | 20,8 | 24,1 | 20,0 | 13,5 | 2,6  | −7,4  | −13,6 | 3,5   |
| Средняя температура, °C | −20,7 | −19,6 | −10,6 | −1,5  | 7,0   | 14,8 | 18,1 | 14,5 | 8,5  | −0,9 | −11,4 | −18,1 | −1,7  |
| Средний суточный минимум, °C | −25,3 | −24,8 | −16,7 | −7    | 1,1   | 8,8  | 12,2 | 9,0  | 3,6  | −4,3 | −15,4 | −22,5 | −6,8  |
| Абсолютный минимум, °C | −52,6 | −49   | −37,4 | −30,4 | −14,3 | −1,8 | 0,0  | −1,2 | −7,6 | −26  | −46,4 | −50,2 | −52,6 |
| Норма осадков, мм | 25    | 17    | 18    | 27    | 46    | 61   | 74   | 72   | 50   | 47   | 37    | 28    | 502   |
| Источник: Средние температуры и осадки. ru.climate-data.org. Дата обращения: 4 ноября 2020., Абсолютные минимумы и максимумы. www.pogodaiklimat.ru. Дата обращения: 4 ноября 2020. |       |       |       |       |       |      |      |      |      |      |       |       |       |

## История
Деревня Каргасокская впервые упоминается в 1640 году. Первоначально село Каргасокское располагалось на левом берегу реки Понигадка. После интенсивной вырубки лесов Понигадка обмелела, крупные суда не могли подходить к самому Каргаску, поэтому стал осваиваться и заселяться крутой левый берег Оби, где в 1875 году появилась деревня Еловка, которая потом стала называться Пристанью, а затем получила название Новый Каргасок. Между Новым Каргаском и Старым Каргаском лежала тайга, через неё проходила просёлочная дорога. В июне 1921 года была образована Каргасокская волость, которая в сентябре 1924 года увеличилась за счёт Васюганской и Тымской.
В 1930-е годы население Нового Каргаска значительно выросло за счёт спецпереселенцев, в 1939 году райисполком принял постановление «О разделении с. Каргасок на 2 населённых пункта: Старый Каргасок и Новый Каргасок». Райцентром стало село Новый Каргасок.

## Население
| 1920  | 1959  | 1970  | 1979  | 1989  | 2002  | 2010  |
| ----- | ----- | ----- | ----- | ----- | ----- | ----- |
| 377   | ↗6564 | ↗6972 | ↘6751 | ↗8450 | ↗8547 | ↘8127 |
| 2012  | 2013  | 2014  | 2015  | 2021  |       |       |
| ↘7896 | ↘7712 | ↘7588 | ↘7424 | ↘7408 |       |       |

## Достопримечательности
Музей искусства народов Севера — филиал Томского областного художественного музея.

## Транспорт
Добраться в село можно:
- По асфальтированной автодороге из Томска. Часть дороги в гравийном исполнении.
- По реке Обь (Летом курсируют пассажирские суда до Стрежевого, Нижневартовска).

Аэропорт начал действовать в советское время, затем долгое время осуществлялись только вахтовые перевозки.
1 октября 2017 года состоялся первый рейс «Томск — Каргасок — Томск» на самолёте Ан-28 авиакомпании «Сибирская лёгкая авиация» («СиЛА»). Время полёта в одну сторону — 1 час 30 минут. Рейс выполняется на регулярной основе 3 раза в неделю: по вторникам, четвергам и воскресениям. С января 2018 года полёты были прекращены, однако с 29 мая 2018 года снова возобновились.
С 15 ноября 2018 года запущен авиарейс «Каргасок — Новосибирск» на самолёте L-410 авиакомпании «Сибирская лёгкая авиация» («СиЛА»).
В селе работает 3 автобусных маршрута, обслуживаемых МУП «Каргасокское АТП» на автобусах семейства ПАЗ-3205.